# Vegard Samdahl
Vegard Samdahl, norveški rokometaš, * 21. marec 1978.
Leta 2010 je na evropskem rokometnem prvenstvu s norveško reprezentanco osvojil 7. mesto.